# Oszlár
Oszlár ist eine ungarische Gemeinde im Kreis Tiszaújváros im Komitat Borsod-Abaúj-Zemplén.

## Geografische Lage
Oszlár liegt in Nordungarn, 31,5 Kilometer südöstlich des Komitatssitzes Miskolc, zwei Kilometer vom rechten Ufer der Theiß entfernt. Nachbargemeinden im Umkreis von fünf Kilometern sind Hejőkürt, Nemesbikk und Tiszapalkonya. Die Kreisstadt Tiszaújváros liegt gut sechs Kilometer nördlich von Oszlár.

## Geschichte
Im Jahr 1913 gab es in der damaligen Kleingemeinde 84 Häuser und 505 Einwohner auf einer Fläche von 1759 Katastraljochen. Sie gehörte zu dieser Zeit zum Bezirk Mezőcsát im Komitat Borsod.

## Sehenswürdigkeiten
- Reformierte Kirche, erbaut 1804
- Römisch-katholische Kirche Kisboldogasszony

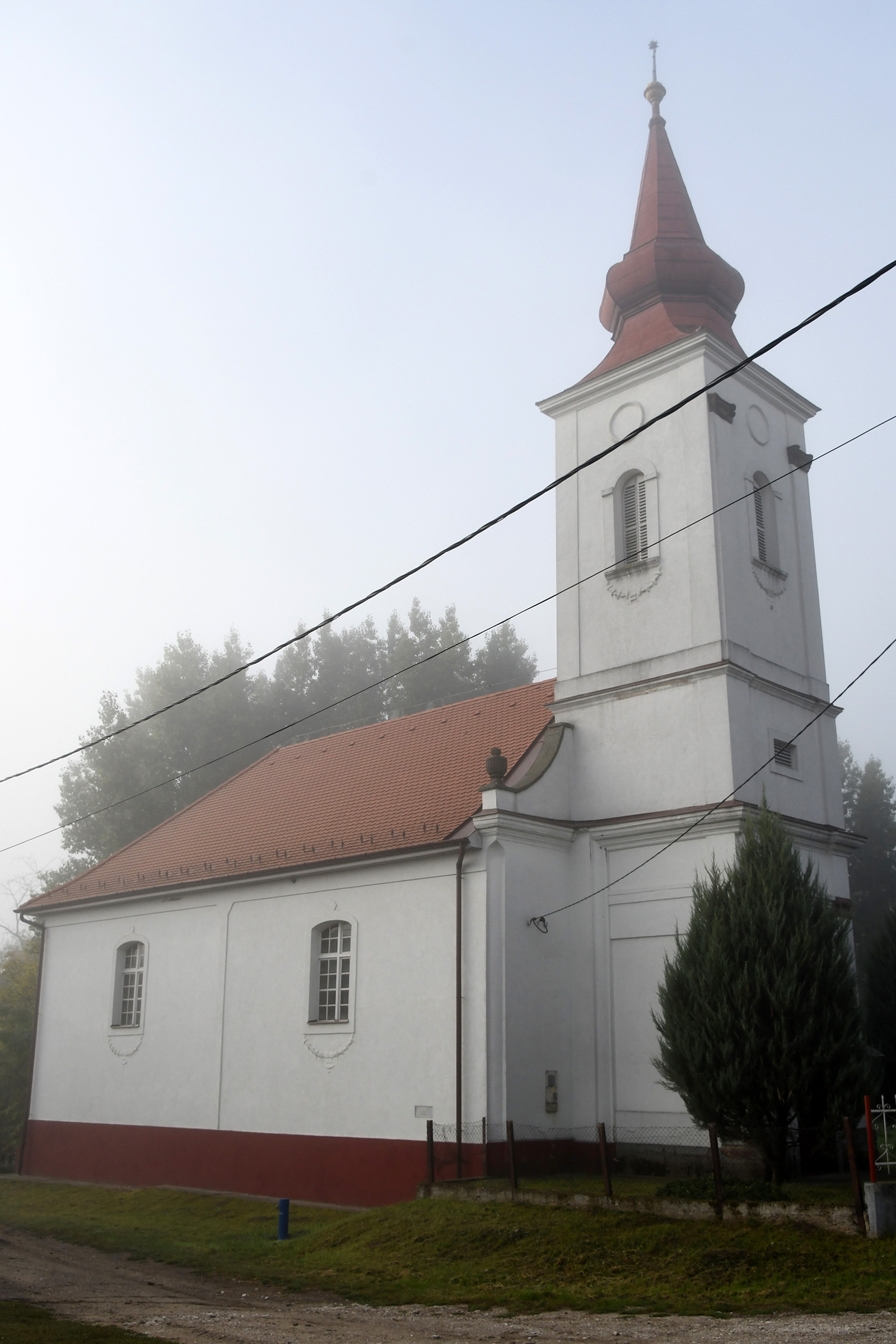
Reformierte Kirche
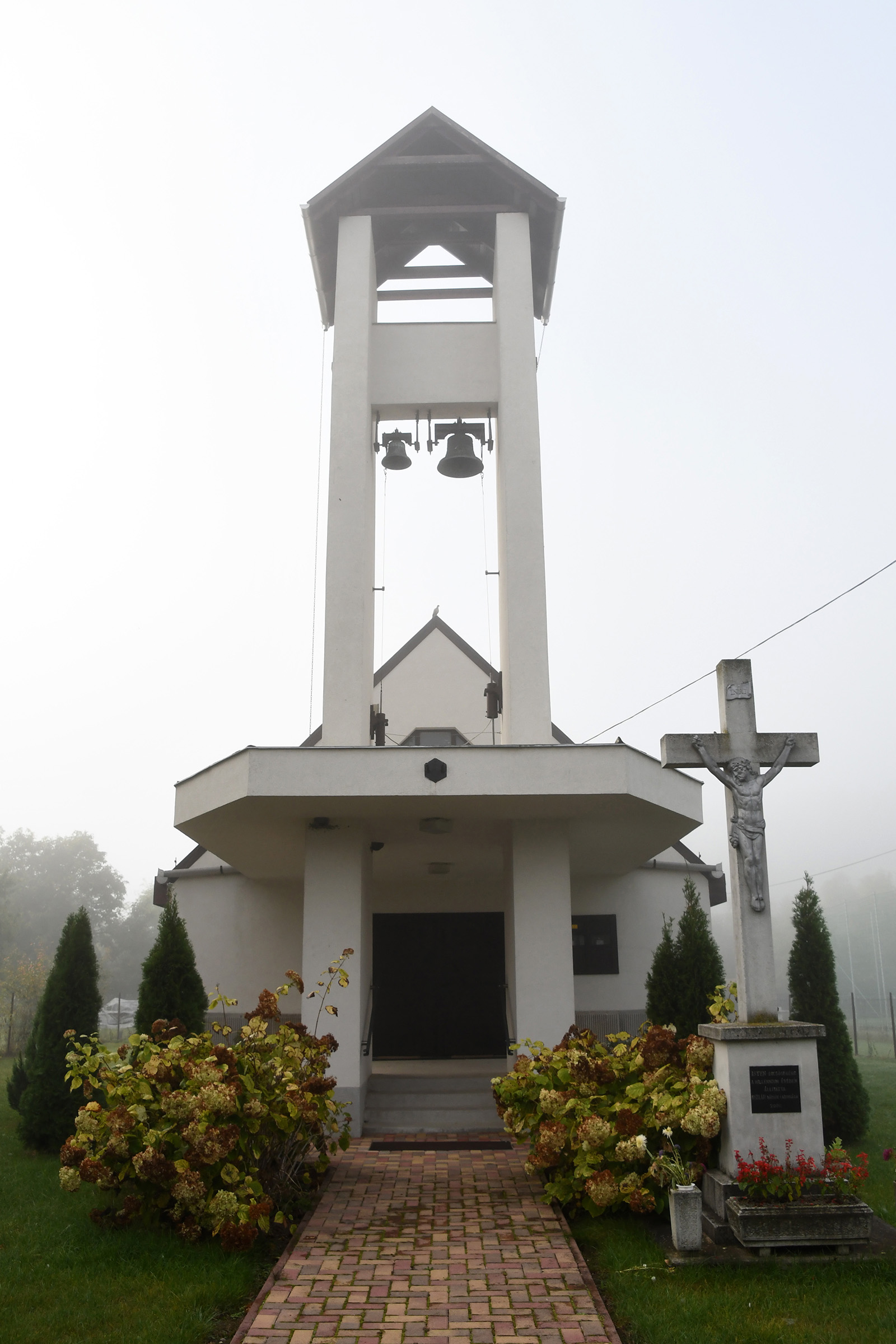
Römisch-katholische Kirche Kisboldogasszony

## Verkehr
Durch Oszlár verläuft die Landstraße Nr. 3310, ein Kilometer südlich die Autobahn M3. Der nächstgelegene Bahnhof befindet sich fünfeinhalb Kilometer nördlich in Tiszapalkonya-Erőmű.